# Enrica Corti
Enrica Corti (Milano, 12 gennaio 1921 – Milano, 5 ottobre 2010) è stata un'attrice italiana.

## Biografia
Nata a Milano il 12 gennaio 1921, ha studiato recitazione presso l’Accademia dei Filodrammatici di Milano, diretta da Emilia Varini. Il saggio annuale, tenuto il 22 giugno 1943, la vide protagonista con l’assegnazione del premio accademico.
Sin dal 1944 fu scritturata da Enzo Ferrieri nella Compagnia di prosa di Radio Milano e di cui divenne, in breve tempo, "colonna portante". L’attività radiofonica le valse il Microfono d’argento 1950 «per le sue interpretazioni quale prima attrice della Compagnia di prosa di Radio Milano».
Nelle stagioni 1947-48 e 1948-49 è stata tra gli interpreti di Signori, entra la Corte!, di Giovannino Guareschi, radioprocesso semiserio con radiogiuria popolare.
Le recite della Compagnia di prosa di Radio Milano, prevalentemente radiofoniche, in alcuni casi erano trasmesse dalla Fiera di Milano (Miquette e la sua mamma, di de Flers e de Caillavet, con Antonio Gandusio, in occasione della prima Fiera di Milano del secondo dopoguerra, il 21 giugno 1947). Oppure, in presenza del pubblico, sui palcoscenici milanesi, tra i quali il Piccolo Teatro (Donna Rosita nubile, di Federico García Lorca, 1950; Liebelei, di Arthur Schnitzler, 1951) e in tournée (Come le foglie, di Giuseppe Giacosa, a Ivrea il 12 ottobre 1952, in occasione delle Celebrazioni sotto l’alto patronato del Presidente della Repubblica, Luigi Einaudi; Assassinio nella cattedrale, di Thomas Stearns Eliot, con Memo Benassi, a Bergamo nel 1953).
Nella primavera-estate 1954 ha partecipato alle recite della Compagnia del teatro delle novità, diretta da Enzo Ferrieri: La riunione di famiglia di Thomas Stearns Eliot; American blues di Tennessee Williams; Teresa Angelica di Valentino Bompiani; La Venexiana di anonimo del secolo XVI; Il piacere di dirsi addio di Jules Renard.
Nella stagione 1955-56 veniva scritturata dal Teatro Stabile di Genova, primo attore Enrico Maria Salerno.

Nella stagione 1956-57 ha partecipato alla tournée della nuova Compagnia Calindri-Volonghi-Corti-Lionello, con Guido e Giulia Lazzarini, interpretando, tra gli altri, Il maggiore Barbara, di George Bernard Shaw (nel centenario della nascita) e Il cerchio magico, di Luigi Chiarelli (nel decimo anniversario della morte).
Con il Teatro Stabile di Trieste ha recitato nelle stagioni 1957-58 e 1958-59 con Paola Borboni e Gian Maria Volonté.
Furono rare le partecipazioni alla prosa in televisione, una sola presenza nei film.
Nel 2003 le venne assegnato il vitalizio previsto dalla Legge Bacchelli.

## Filmografia

### Cinema
- Ecco noi per esempio..., regia di Sergio Corbucci (1977)

### Televisione

Enrica Corti, Enzo Ferrieri, Antonio Gandusio (1947)

- Il signor Vernet, di Jules Renard, regia di Enzo Ferrieri, trasmessa il 18 giugno 1954.
- Le zitelle di via Hydar, di Enzo Duse, regia di Silverio Blasi, 31 dicembre 1954.
- Il terzo marito, di Sabatino Lopez, regia di Silverio Blasi, 28 gennaio 1955.
- Zio Vania, di Anton Čechov, regia di Silverio Blasi, 11 marzo 1955.
- Gente magnifica, di William Saroyan, regia di Enzo Ferrieri, 18 marzo 1955.
- Roberto e Marianna, di Paul Géraldy, regia di Enzo Ferrieri, 19 aprile 1955.
- Edipo a Colono, di Sofocle, regia di Enzo Ferrieri, 12 settembre 1955.
- Il medico e la pazza, di Alessandro De Stefani e Hobbes Dino Cecchini, regia di Alberto Gagliardelli, 21 ottobre 1955.
- La leggenda di ognuno, di Hugo von Hofmannsthal, regìa di Franco Enriquez, 4 aprile 1958.
- Il Conte Aquila, di Rino Alessi, regia di Sandro Bolchi, 18 settembre 1959.
- Bentornato, signor Pardi, di Giuseppe Possenti, regia di Alberto Gagliardelli, 29 dicembre 1959.
- Battaglia di dame, di Eugène Scribe e Ernest Legouvé, regia di Alessandro Brissoni, 12 febbraio 1960.
- Oblomov, regia di Claudio Fino, terza puntata, 1 giugno 1966.
- I promessi sposi, regia di Sandro Bolchi, ottava puntata, 19 febbraio 1967.
- Il ministro a riposo, di Thomas Stearns Eliot, regia di Mario Ferrero, 30 giugno 1968.
- Lo sconosciuto di Collegno, di Inisero Cremaschi e Gaio Fratini, regia di Fulvio Tolusso, 11 e 13 agosto 1970.
- La Giostra, di Massimo Dursi, Regia di Sandro Bolchi, 1972
- La rivincita, di Umberto Simonetta, regia di Fulvio Tolusso, 25 luglio 1972.
- Eleonora, di Tullio Pinelli, regia di Silverio Blasi, 6 puntate, dal 25 novembre al 30 dicembre 1973.
- Camilla, regia di Sandro Bolchi, seconda puntata, 25 aprile 1976.
- Manon, regia di Sandro Bolchi, prima puntata, 14 novembre 1976.
- L'Andreana, regia di Leonardo Cortese, terza puntata, 2 maggio 1982.

## Teatro
- Via della chiesa, di Lennox Robinson, regia di Enzo Ferrieri, Venezia, Teatro Goldoni, 18 febbraio 1944.
- La città d’oro, di Richard Billinger, regia di Enzo Ferrieri, Milano, Teatro Olimpia, 8 giugno 1944.
- Trovar marito, di Ferenc Herczeg, regia di Enzo Ferrieri, Milano, Teatro Olimpia, 7 agosto 1944.
- Pasqua, di August Strindberg, regia di Enzo Ferrieri, Milano, Teatro Olimpia, 21 dicembre 1944.
- Esuli, di James Joyce, regia di Enzo Ferrieri, Milano, Teatro della Basilica, 18 dicembre 1946.
- Miquette e la sua mamma, di Robert de Flers e Gaston de Caillavet, regia di Enzo Ferrieri, Teatro della Fiera di Milano, 21 giugno 1947.
- Olimpia o gli occhi azzurri dell’imperatore, di Ferenc Molnár, regia di Enzo Ferrieri, Teatro della Fiera di Milano, 28 giugno 1947.
- Il gioco delle parti, di Luigi Pirandello, regia di Enzo Ferrieri, Milano, Teatro dell’Arte, 9 ottobre 1947.
- Gente magnifica, di William Saroyan, regia di Enzo Ferrieri, Monza, 4 aprile 1948.
- Il deputato di Bombignac, di Alexandre Bisson, regia di Enzo Convalli, Teatro della Fiera di Milano, 15 maggio 1948.
- Il mondo della noia, di Édouard Pailleron, regia di Enzo Convalli, Milano, Teatro dell’Arte, 30 settembre 1948.
- Stefano, di Jacques Deval, regia di Enzo Ferrieri, con Arnoldo Foà, 1948
- Il malato immaginario, di Molière, regia di Enzo Ferrieri, Auditorium della Fiera di Milano, 13 aprile 1949.
- Intermezzo, di Jean Giraudoux, regia di Enzo Ferrieri, Piccolo Teatro di Milano, 9 gennaio 1950.
- Incendio al teatro dell'opera, di Georg Kaiser, regia di Enzo Ferrieri, Piccolo Teatro di Milano, 27 febbraio 1950.
- Il più felice dei tre, di Eugène Labiche, regia di Enzo Ferrieri, Auditorium della Fiera di Milano, 15 aprile 1950.
- Donna Rosita nubile, di Federico García Lorca, regia di Enzo Ferrieri, Piccolo Teatro di Milano, 16 maggio 1950.
- Il ladro di ragazzi, di Jules Supervielle, regia di Enzo Ferrieri, Piccolo Teatro di Milano, 12 gennaio 1951.
- Liebelei, di Arthur Schnitzler, regia di Enzo Ferrieri, Piccolo Teatro di Milano, 4 aprile 1951.
- Il ballo dei ladri, di Jean Anouilh, regia di Enzo Ferrieri, Piccolo Teatro di Milano, 26 marzo 1952.
- Se una volta ti pesco, di Eugène Labiche e Marc Michel, regia di Enzo Ferrieri, Auditorium della Fiera di Milano, 14 aprile 1952.
- Come le foglie, di Giuseppe Giacosa, regia di Enzo Ferrieri, Ivrea, 12 ottobre 1952.
- Medea, di Jean Anouilh e Apollo di Bellac, di Jean Giraudoux, regia di Enzo Ferrieri, Piccolo Teatro di Milano, 13 marzo 1953.
- Assassinio nella cattedrale, di Thomas Stearns Eliot, regia di Enzo Ferrieri, Bergamo Alta, 26 agosto 1953.
- La riunione di famiglia, di Thomas Stearns Eliot, regia di Enzo Ferrieri, Bergamo, Teatro Donizetti, 25 marzo 1954.
- Teresa Angelica, di Valentino Bompiani, regia di Enzo Ferrieri, Firenze, Teatro della Pergola, 22 aprile 1954.
- American blues, di Tennessee Williams, regia di Enzo Ferrieri, Milano, Teatro Manzoni, 17 maggio 1954.
- La Venexiana, di anonimo del secolo XVI, regia di Enzo Ferrieri, Milano, Teatro Manzoni, 26 maggio 1954.
- Il piacere di dirsi addio, di Jules Renard, regia di Enzo Ferrieri, Milano, Teatro Manzoni, 26 maggio 1954.
- Il signor Vernet, di Jules Renard, regia di Enzo Ferrieri, Bergamo, Teatro Donizetti, 1 giugno 1954.
- Giovanna d’Arco, di Charles Péguy, regia di Enzo Ferrieri, Piazza Vecchia di Bergamo, 27 agosto 1954.
- Edipo a Colono, di Sofocle, regia di Enzo Ferrieri, Teatro Olimpico di Vicenza, 9 settembre 1955.
- I mariti, di Achille Torelli, regia di Mario Ferrero, Genova, Teatro Duse, 9 novembre 1955.
- Ondina, di Jean Giraudoux, regia di Mario Ferrero, Genova, Teatro Duse, 20 gennaio 1956.
- Ivanov, di Anton Čechov, regia di Mario Ferrero, Genova, Teatro Duse, 23 febbraio 1956.
- Oreste, di Vittorio Alfieri, regia di Enrico Maria Salerno, Asti, Teatro Civico, 20 aprile 1956.
- Amleto, di Riccardo Bacchelli, regia di Enzo Ferrieri, Teatro Olimpico di Vicenza, 14 settembre 1956.
- Il maggiore Barbara, di George Bernard Shaw, regia di Silverio Blasi, Roma, Teatro Eliseo, 3 ottobre 1956.
- Ricordati, amor mio, di André Birabeau, regia di Ernesto Calindri, Roma, Teatro Eliseo, 20 ottobre 1956.
- Ricci di mare, di Aldo Nicolaj, regia di Ernesto Calindri, Roma, Teatro Eliseo, 5 novembre 1956.
- Il valzer dell’anniversario, di Jerome Chodorov e Joseph Fields, regia di Ernesto Calindri, Milano, Teatro Manzoni, 14 dicembre 1956.
- Il cerchio magico, di Luigi Chiarelli, regia di Ernesto Calindri, Torino, Teatro Carignano, il 12 febbraio 1957.
- Un papà per mio figlio, di Jean de Létraz, regia di Ernesto Calindri, Milano, Teatro Manzoni, 16 aprile 1957.
- Hotel Paradiso, di Saint-Granier e Philippe Bonnières, regia di Ernesto Calindri, Milano, Teatro Manzoni, 14 maggio 1957.
- L'arciduca, di Giuseppe Antonio Borgese, regia di Franco Enriquez, Trieste, Teatro Nuovo, 28 ottobre 1957.
- Molto rumore per nulla, di William Shakespeare, regia di Franco Enriquez, Trieste, Teatro Nuovo, 22 novembre 1957.
- Una bella domenica di settembre, di Ugo Betti, regia di Sergio Velitti, Teatro Stabile di Trieste, 1957-58
- Inquisizione, di Diego Fabbri, regia di Sergio Velitti, Teatro Stabile di Trieste, 1957-58
- Davide e Golia, di Georg Kaiser, regia di Sandro Bolchi, Teatro Stabile di Trieste, 15 febbraio 1958.
- Incontro, di Jean-Pierre Aumont, regia Carlo Lodovici, Teatro Stabile di Trieste, 8 marzo 1958.
- La leggenda di ognuno, di Hugo von Hofmannsthal, regia di Franco Enriquez, Trieste, Teatro Nuovo, 2 aprile 1958.
- La rosa di zolfo, di Antonio Aniante, regia di Franco Enriquez, XVII Biennale di Venezia, 8 luglio 1958.
- Questa sera si recita a soggetto, di Luigi Pirandello, regia di Franco Enriquez, Trieste, Teatro Nuovo, 20 ottobre 1958.
- La bisbetica domata, di William Shakespeare, regia di Franco Enriquez, Trieste, Teatro Nuovo, 20 dicembre 1958.
- La ragazza di campagna, di Clifford Odets, regia di Franco Enriquez, Trieste, Teatro Nuovo, 23 gennaio 1959.
- Assunta Spina, di Salvatore Di Giacomo, regia di Sandro Bolchi, Teatro Stabile di Trieste, stagione 1958-59
- La giostra, scritto e diretto da Massimo Dursi, Trieste, Teatro Nuovo, 31 marzo 1959.
- Le Troiane, di Jean-Paul Sartre, da Euripide, regia di Fulvio Tolusso, Teatro Metastasio di Prato, 10 dicembre 1965.
- I mafiosi, di Leonardo Sciascia, da Giuseppe Rizzotto, regia di Fulvio Tolusso, Piccolo Teatro di Milano, 7 marzo 1966.
- W Bresci, di Tullio Kezich, regia di Gianfranco De Bosio, Teatro Metastasio di Prato, 26 febbraio 1971.